# Stereodon hoehnelii
Stereodon hoehnelii là một loài Rêu trong họ Hypnaceae. Loài này được (Müll. Hal.) Lindau mô tả khoa học đầu tiên năm 1895.